# Harper australien
Le harper australien est une maladie du cheval, dont les causes sont vraisemblablement toxiques, liées à l'ingestion de la porcelle enracinée. Ses signes cliniques sont une hyperflexion des membres postérieurs, avec amyotrophie de l'arrière-main dans les cas les plus graves. 

## Histoire
Le harper australien peut toucher tous types de chevaux, quels que soient la race, l'âge ou le sexe. Cette maladie vétérinaire est identifiée dans un premier temps en Australie en 1884, d'où son nom,. Sa présence est généralement épizootique.
Jusqu'alors rarissime en France, elle se développe sous forme d'épizooties à partir de 2003, vraisemblablement à la suite de la canicule européenne d'août 2003, qui a provoqué la multiplication de la plante intoxicante responsable dans les lieux de pâture des chevaux,,. Environ 70 cas sont recensés en France entre 2003 et 2008. La maladie est aussi identifiée au Brésil en 2008.

## Signes cliniques
Le harper australien se caractérise par une hyperflexion des membres postérieurs, qui dans les cas les plus sévères, débouche sur une amyotrophie de l'arrière-main, et sur du cornage, en cas de dysfonctionnement du nerf laryngé. L'hyperflexion touche les deux membres, parfois avec un dégré d'atteinte différent entre chacun des membres. La rémission est en général spontanée, après plusieurs semaines à plusieurs années, en fonction des saisons et avec différents degrés de sévérité.

## Causes

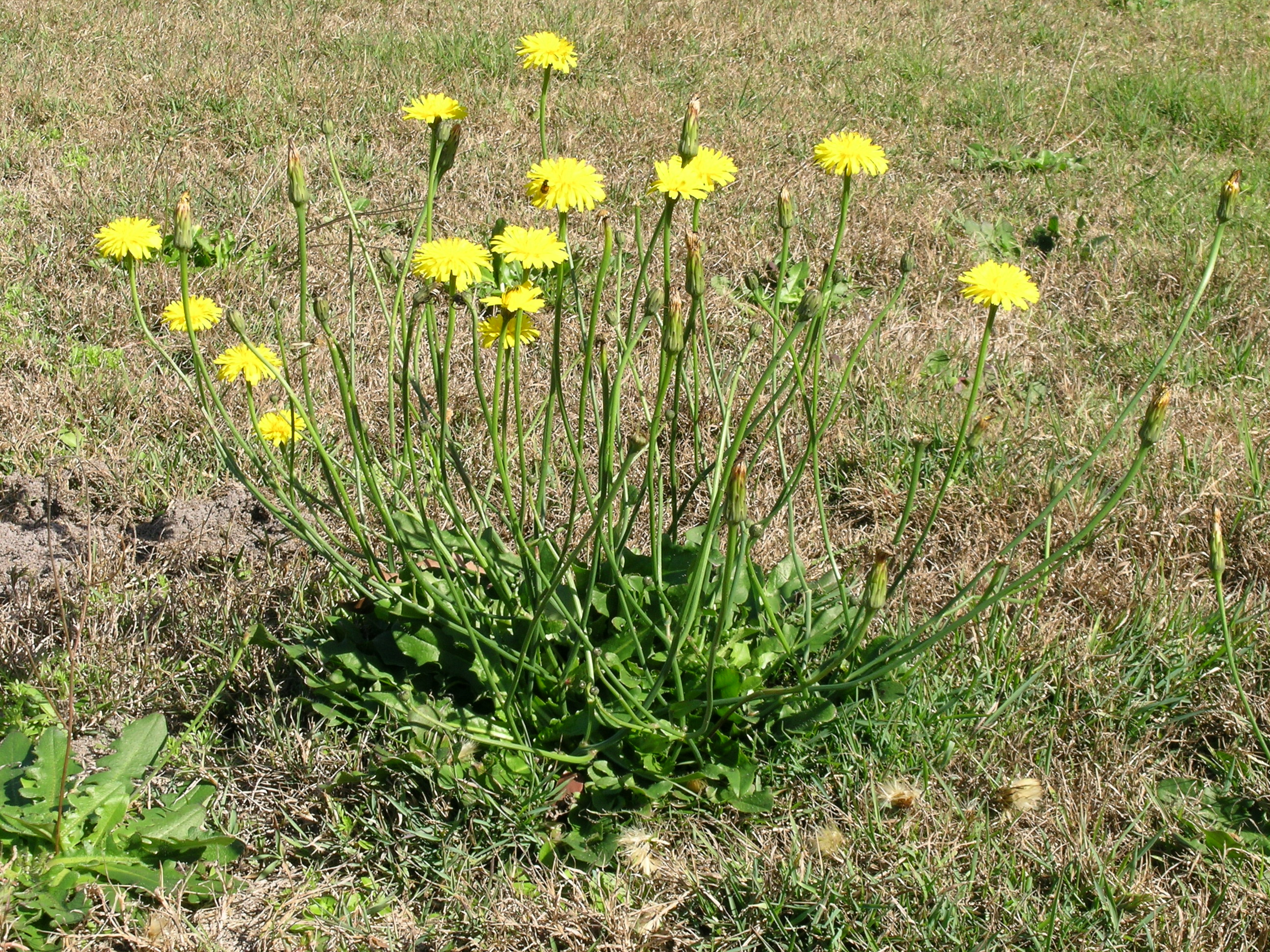
La porcelle enracinée, cause la plus probable du harper australien chez le cheval.

La cause la plus probable est une intoxication avec la porcelle enracinée (Hypochaeris radicata),, provoquant une axonopathie distale. En effet, la présence de cette plante dans les lieux de pâture des chevaux affectés a été remarquée. Cependant, d'autres facteurs causaux encore non-identifiés sont vraisemblables.

## Traitement
La première intervention possible consiste à diminuer l'ingestion de porcelle enracinée
Le traitement chirurgical (ténectomie) est généralement efficace, bien que controversé. La phénytoïne est parfois administrée, avec des résultats variables,. Les myorelaxants font diminuer les signes cliniques.